# João Rodrigues Esteves
João Rodrigues Esteves (ca. 1700 — ca. 1755) foi um compositor português do barroco.
João Rodrigues Esteves (ca. 1690/1700 — ca. 1755) foi um compositor português do barroco, um notável nome da Música Portuguesa, que soube integrar o seu tempo e criar páginas sublimes de música. 
A vida de João Rodrigues Esteves é mal conhecida, mas a sua obra está ao nível do que melhor se fez em Portugal, no século xviii. O famoso Dicionário Biográfico de Músicos Portugueses de José Mazza, escrito provavelmente na segunda metade do século XVIII, assim refere-se a João Rodrigues Esteves: “João Rodrigues Esteves foi mandado pelo senhor El Rey D. João 5º estudar a Roma, foi mestre do real Seminário da Muzica de Lxa alem de varias que compos forao 2 Te Deus para se cantarem nas reaes presenças, em dia de S. Silvestre sendo hum dos ditos Te Deus a quatro coros, faleceo no século de 700”.  Sabe-se que o compositor esteve em Roma, entre 1719 e 1726, onde recebeu a influência de compositores do barroco italiano eclesiástico  como Giacomo Carissimi (1605-64) ou O. Pittoni (1657–1743). Voltando a Portugal, artistas como João Rodrigues Esteves desempenharam importantes funções na Capela Real, na Sé de Lisboa (Esteves foi Mestre de Capela da Sé a partir de 1729) e no Seminário Patriarcal, além de dedicarem-se também à composição de Óperas e de música de câmara.  Mais tarde veio a ser Mestre de Música do Seminário da Patriarcal, fundado por D. João V. Vários arquivos portugueses guardam um total de cerca de 100 composições da sua autoria: missas, motetos, hinos, lamentações, etc.. Os manuscritos estão datados entre 1719 e 1751. Entre elas, Francisco Melo, que dirige o Anima Mea desde 2004, destaca a Missa a 8 vozes, o Magnificat e o Stabat Mater para 4 vozes solistas, coro a 4 vozes e Baixo Contínuo. Esteves privilegia a escrita para vozes mistas e baixo cifrado, onde a arte contrapontística dá lugar a uma maior importância do plano harmónico. O seu estilo insere-se dentro do “stille concertato”, em que pequenas frases, de motivos imitativos, alternam com elementos em bloco, de carácter harmónico. Os musicólogos portugueses (Gerhard Doderer, Ruy Vieira Nery, Manuel Carlos de Brito) destacam sempre a monumentalidade policoral, às vezes com acompanhamento instrumental, na obra dos principais compositores deste período, como ocorre no Magnificat de João Rodrigues Esteves. A vida de João Rodrigues Esteves é mal conhecida, mas a sua obra está ao nível do que melhor se fez em Portugal, no século xviii.

## Edições Modernas (Partituras)
- Fernandes, Cremilde Rosado e Doderer, Gerhard (1980), Obras Selectas, Portugaliae Musica, vol. XXXIII, Lisboa, Fundação Calouste Gulbenkian.